# راؤول نافارو
راؤول نافارو (بالإسبانية: Raúl Navarro del Río)‏ هو لاعب كرة قدم إسباني، ولد في 7 فبراير 1994.